# 松江省 (中華民國)
松江省，簡稱松，為中華民國在東北地區東部的一個省，是国民政府所设東九省之一，名义上的省会为牡丹江市，省政府实际上设于沈阳市。
因国共内战，大部分地区从未被中華民國政府统治，而属于中共解放区。1948年解放軍入瀋後，省政府机构自然溃散。

## 名稱由來
以東北重要河川松花江來命名，松江即松花江之简称。

## 地理
本省東部為山嶺地帶，以丘陵山地為主體，長白山脈貫穿全境。西部於松花江中流上的大平原，是东北平原的一部分，東南邊是圖們江平原，中部有牡丹江河谷平原。是主要精華區。
重要的湖泊有鏡泊湖、天池等。

## 管轄範圍
轄境包括九一八事變前吉林省的中部及東南部，相當於今吉林省的延邊朝鲜族自治州大部，及黑龙江省牡丹江市大部、松花江以北通河與依蘭以南地區，全省面積為84,559.31平方公里:187（或称85,273平方公里）。南傍朝鮮，北連嫩江省、合江省，西鄰吉林省、安東省，東接苏联。

## 歷史沿革
自古就是滿人與朝鮮民族活動的地方，南方的長白山是滿人的發祥地與聖地。西元6世紀到9世紀中，是渤海國的領土，寧安為其首都。
10世紀遼興起，曾為遼的領土。12世紀女真在此建金國，寧安曾為首都。靖康之難時被俘虜的宋徽宗、宋欽宗皆被囚禁於此地。元代屬遼陽行中書省所轄，明代時歸女真部落統治，清代時歸吉林將軍管轄之地。光緒三十三年（西元1907年）設吉林省，歸吉林省。
1945年8月，抗戰結束後，國民政府準備接收東北。8月31日，國民政府明令將東三省劃為東北九省，於9月4日任命松江省政府主席，省會暫駐哈爾濱市。
而中共在蘇聯的協助下，先行進入東北。苏军委派原满洲国滨江省民政厅长谢雨琴留用任省长，抗联将领李兆麟任副省长兼苏军卫戍副司令，张庭阁任哈尔滨市市长、周维斌（抗日人士）任市公安局长。1945年10月10日，东北局派钟子云（冀热辽区委社会部长）、王建中等到达哈尔滨市，成立了以钟子云为书记，李兆麟、王建中、张罗、张观、周维斌等为委员的中共滨江地区工委，管辖地区是哈尔滨市和满洲国滨江省14个县。10月14日，成立由“中共北满临时省委”组织的“吉黑人民秋收自卫队”为基础经过整顿而成的哈尔滨保安总队，王建中任总队长，钟子云兼政委，刘铁南任政治部主任。不久由刘子奇任总队长，王建中任政委，齐渭川任政治部主任，吕天任参谋长，发展到5个大队。松江省下设：
- 哈北地委、专署和军分区设在呼兰。地委书记李建平、专员钟声、军分区司令员谭友林；
- 哈西地委、专署和军分区设在肇东。地委书记王建中、专员王效明、军分区司令员王奎先；后哈西转隶给西满分局领导。
- 哈东地委、专署和军分区设在阿城。地委书记陈达、专员何延川、王景侠，军分区司令员温玉成，以新四军第二师的2个团的干部架子组建了哈东保安第一、二、三团；
- 哈南地委、专署设在双城。以后又成立了军分区，司令员王奎先。

1945年11月中旬，陈云、张秀山等从长春飞抵哈尔滨，撤消了滨江地区工委，组建了松江省工委和松江军区。张秀山任省工委书记兼军区政委，钟子云任省工委副书记兼军区副政委，卢冬生/聂鹤亭任军区司令员。
驻哈尔滨的苏联红旗第一集团军命令中国共产党的党政军机关部队于1945年11月23日前退出市区，由國民政府接收人員從蘇軍手中接收了哈爾濱。中共北满分局、松江省工委、省军区撤至宾县县城。哈尔滨市保安总队撤到三肇，司令部驻肇东县昌五镇。
1945年12月下旬，国民党空运100名接收官员和300名保安队员至哈尔滨。1946年1月12日，國民政府接收原滿州國濱江省政府，並將濱江省正式改為松江省。由於本省轄區已經被人民政府控制，故国民政府松江省政府並未能赴省境辦公。1946年4月27日蘇聯軍隊全數撤離哈爾濱市，国府各省市政府接收人員等隨苏军逃離哈爾濱撤退至海参崴。松江省政府主席關吉玉率領省府人員赴瀋陽建立省政府辦事處。
1946年4月14日至25日，松江省第一次人民代表大会在宾县召开，抗联将领冯仲云当选为省政府主席。1946年4月28日，北满分局机关、松江省党政军机关迁入哈尔滨市。 1946年6月，中共松江省工委改为中共松江省委，直属于东北局领导，张秀山任中共松江省委书记。（1948年7月25日由张策继任省委书记）
1947年6月5日，國民政府核准內政部所擬具之《東北新省區方案》，規定東北新行政區域，松江省省會設於牡丹江市，轄有2市、15縣:187。
1948年9月遼瀋會戰開始。11月2日，中国人民解放军攻入瀋陽，中華民國松江省政府行政機構徹底瓦解，前後僅三年。
1949年4月21日，东北行政委员会决定撤销合江省，并入松江省，哈尔滨市改为省辖市。1949年5月11日，两省机构正式合并，张策为省委书记，冯仲云为省政府主席，李范五、李延禄为省政府副主席。省会哈尔滨市。 
1954年6月19日， 松江省与黑龙江省合并为黑龙江省。

## 人口
人口據民國三十六年（1947年）上半年統計，為453萬5092人，下半年統計為257萬806人。
1947年，中華民國內政部编撰的《中華民國行政區域簡表》中，引用内政部户政司1936年7月的统计数字，人口为254萬2256人:187，189。

## 行政區劃
民國三十六年（1947年）6月5日，國民政府公佈「東北新省區方案」，松江省轄有2市、15縣:188。因省境較小，不設行政督察區。由於本省因抗戰結束後，全境己被中共東北民主聯軍控制，故國民政府公佈的行政區劃並未得到執行。新設的牡丹江、延吉2市，在滿洲國時期已經存在，沿革過程，詳見牡丹江省、間島省。
| 松江省           | 松江省 | 松江省             | 松江省                                         | 松江省 |
| 所屬督察區及盟部 | 代碼   | 縣市局             | 駐地(2023年4月)                                | 沿革 |
| ---------------- | ------ | ------------------ | ---------------------------------------------- | --- |
| 省直轄地區       | 30001  | 牡丹江市 Mudan-ura | 今黑龍江省牡丹江市城區                         | 松江省省會:187。滿洲國時期析寧安縣城區置，屬東滿省。抗戰結束後保留，民國36年（1947年）6月核准設置。                       |
| 省直轄地區       | 30002  | 延吉市 연길        | 今吉林省延吉市城區                             | 滿洲國時期析延吉縣延吉街置間島市，屬間島省。抗戰結束後保留，民國36年（1947年）6月核准設置並改市名。                       |
| 省直轄地區       | 30003  | 寧安縣 Ningguta    | 寧古塔（今黑龍江省寧安市駐地寧安鎮）           | 滿洲國時期屬東滿省。 |
| 省直轄地區       | 30004  | 延吉縣 연길        | 延吉岡（今吉林省延吉市駐地新興街道）           | 滿洲國時期屬間島省。 |
| 省直轄地區       | 30005  | 安圖縣 안도        | 安圖（今吉林省安圖縣東南松江鎮）               | 滿洲國時期屬間島省。 |
| 省直轄地區       | 30006  | 和龍縣 화룡        | 大拉子（今吉林省龍井市東南智新鎮）             | 滿洲國時期屬間島省。 |
| 省直轄地區       | 30007  | 汪清縣 왕청        | 百草溝（今吉林省汪清縣西百草溝鎮）             | 滿洲國時期屬間島省。 |
| 省直轄地區       | 30008  | 琿春縣 훈춘        | 琿春鎮（今吉林省琿春市駐地河南街道）           | 滿洲國時期屬間島省。 |
| 省直轄地區       | 30009  | 東寧縣             | 三岔口（今黑龍江省東寧市東南三岔口鎮）         | 滿洲國時期屬東滿省。 |
| 省直轄地區       | 30010  | 穆稜縣 Muling      | 穆陵（今黑龍江省穆棱市駐地穆棱鎮）             | 滿洲國時期屬東滿省。 |
| 省直轄地區       | 30011  | 葦河縣             | 葦沙河鎮（今黑龍江省尚志市東南葦河鎮）         | 滿洲國時期屬濱江省。 |
| 省直轄地區       | 30012  | 延壽縣             | 長壽山（今黑龍江省延壽縣駐地延壽鎮）           | 滿洲國時期屬濱江省。 |
| 省直轄地區       | 30013  | 珠河縣             | 烏珠河鎮（今黑龍江省尚志市駐地尚志鎮）         | 滿洲國時期屬濱江省。 |
| 省直轄地區       | 30014  | 賓縣               | 葦子溝（今黑龍江省賓縣駐地賓州鎮）             | 滿洲國時期屬濱江省。 |
| 省直轄地區       | 30015  | 阿城縣 Alcuka      | 阿什河（今黑龍江省哈爾濱市阿城區駐地金城街道） | 滿洲國時期屬濱江省。 |
| 省直轄地區       | 30016  | 方正縣             | 方正鎮（今黑龍江省方正縣駐地方正鎮）           | 滿洲國時期屬三江省。 |
| 省直轄地區       | 30017  | 綏芬縣 Suifun      | 小綏芬（今黑龍江省綏芬河市西綏陽鎮）           | 滿洲國時期析穆棱、東寧二縣置綏陽縣，屬東滿省。抗戰結束後保留，民國36年（1947年）6月核准設置並改縣名。以縣駐地小綏芬得名。 |

## 行政區劃年表
| 松江省行政區劃年表                                                        |          |    |    |    |      | |
| 說明：「?」表示不能確定其發生年份或月份，故放於最有可能的一年內，詳見注釋 |          |    |    |    |      | |
| 西元                                                                      | 民國紀元 | 縣 | 市 | 局 | 其他 | 行政區劃變更 |
| 1947年                                                                    | 民國36年 | 15 | 2  |    |      | - 析寧安縣置牡丹江市（6月） - 析延吉縣置延吉市（6月） - 吉林省寧安縣來隸（6月） - 吉林省延吉縣來隸（6月） - 遼寧省安圖縣來隸（6月） - 吉林省和龍縣來隸（6月） - 吉林省汪清縣來隸（6月） - 吉林省琿春縣來隸（6月） - 吉林省東寧縣來隸（6月） - 吉林省穆棱縣來隸（6月） - 吉林省葦河縣來隸（6月） - 吉林省延壽縣來隸（6月） - 吉林省珠河縣來隸（6月） - 吉林省賓縣來隸（6月） - 吉林省阿城縣來隸（6月） - 吉林省方正縣來隸（6月） - 析穆棱、東寧二縣置綏芬縣（6月） |
| 1948年                                                                    | 民國37年 | 15 | 2  |    |      | |
| 1949年                                                                    | 民國38年 | 15 | 2  |    |      | |

## 政府
松江省政府主席
- 關吉玉 → 洪鈁 → 周福成（被俘）

松江省政府委員：
- 吳紹璘
- 洪鈁
- 師連舫
- 田時雨
- 梁棟
- 閻盂華